# Madresfield
Madresfield est une paroisse civile et un village du Worcestershire, en Angleterre.